# Canal du Rhône au Rhin
Le canal du Rhône au Rhin est un canal français qui relie la Saône, affluent navigable du Rhône, au Rhin, par la vallée du Doubs et son prolongement en Haute Alsace jusqu'à Niffer sur le Rhin, un autre prolongement rejoignant Strasbourg par la canalisation de l'Ill.
Il est conçu comme un maillon nécessaire pour connecter les ports maritimes du nord de l'Europe avec ceux de la Méditerranée en créant une liaison fluviale Rotterdam-Marseille en passant par l'Allemagne. Pendant sa réalisation, le canal a changé plusieurs fois de nom et dans la période récente on parle de la « liaison Rhin-Rhône » mais la dénomination « canal du Rhône au Rhin » a prévalu pendant près de cent cinquante ans. La société le gérant fut parmi les premières cotées à la Bourse de Paris. Il est aujourd'hui géré par l'établissement public national Voies navigables de France.

## Histoire
L'idée de relier le bassin du Rhône à celui du Rhin par des voies navigables est ancienne puisque Colbert et Vauban l'avaient évoquée sous Louis XIV après l'annexion de la Franche-Comté et de l'Alsace, mais c'est au XVIIIe siècle que le projet prend forme.
Les travaux de la jonction entre la Saône et le Doubs de Saint-Symphorien-sur-Saône en Côte-d'Or à Dole dans le Jura sont réalisés avec des temps d'arrêt liés à la Révolution entre 1784 et 1802 par l'ingénieur Philippe Bertrand. Ils sont poursuivis avec des interruptions de 1804 à 1832 en direction du Rhin sous la direction de Joseph Liard. Par la suite, le canal est mis au gabarit Freycinet (péniche de 300 tonnes) entre 1882 et 1921 mais son trafic restant limité, sa mise au grand gabarit européen de 5 000 tonnes est commencée à la fin des années 1970 : celle-ci n'est cependant effectuée que dans la partie orientale, entre Niffer (sur le Rhin) et Mulhouse ainsi qu'entre Montbéliard et Étupes. Le projet, contesté par les écologistes et certains économistes, est en effet abandonné en 1997 sous l'impulsion de Dominique Voynet, ministre de l'Aménagement du territoire et de l'Environnement et députée de la troisième circonscription du Jura, territoire concerné par le projet d'extension. Dès lors, le canal s'est orienté vers la navigation de plaisance et le développement touristique des régions traversées avec de nombreux aménagements dans les années 2000-2010.

### Les projets

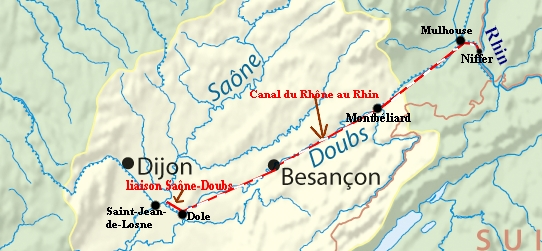
Carte simplifiée du canal du Rhône au Rhin.

Au début du XVIIIe siècle, la ville de Dole qui cherche à permettre les échanges avec Lyon s'attache à rendre navigable la partie inférieure du Doubs jusqu'à Verdun-sur-le-Doubs mais elle se heurte à diverses oppositions (péages, villes défendant leur octroi, société de coches) qui font cesser le trafic. Pour contourner les difficultés, un magistrat de la ville avance alors en 1719 l'idée d'un canal entre Dole et Saint-Jean-de-Losne. L'idée est reprise quelques décennies plus tard par Claude-Quentin La Chiche, officier du génie né à Dole le 31 octobre 1719, mort général de brigade à Paris le 15 octobre 1803. Il observe dès 1744 que le bassin du Doubs peut facilement être relié au bassin du Rhin à Valdieu-Lutran où se situe la ligne de partage des eaux et que le Doubs aménagé peut permettre la liaison de la Saône au Rhin. Des ingénieurs alsaciens confirment ces observations dans un rapport en 1754.
Le 21 octobre 1758, La Chiche fait parvenir un mémoire à M. de Beaumont, intendant de Franche-Comté, dans lequel « après avoir indiqué le point de partage et le tracé du canal jusqu'au Doubs, près de Montbéliard, il s'étend principalement sur les avantages d'un canal de dérivation qui relierait directement la ville de Dole à la Saône, à la hauteur de Saint-Jean-de-Losne, débouché dès lors assigné au futur canal de Bourgogne ». Il lui est répondu que ces travaux ne seraient profitables qu'à Dole tant que l'ensemble ne serait pas réalisé et que les finances publiques ne permettaient pas d'envisager un tel chantier. Un deuxième mémoire envoyé à Choiseul en 1765 ne donne pas de meilleurs résultats.
Mais l'idée est maintenant dans l'air et Philippe Bertrand, chef du service des ponts et chaussées de Franche-Comté, arrive aux mêmes conclusions concernant une liaison entre la Saône (et donc le Rhône) et le Rhin. Il établit, sans connaître les travaux de La Chiche, en 1774 puis en 1777, plusieurs rapports favorables à l'utilisation du cours du Doubs entre Dole et Montbéliard en mettant en avant la priorité à accorder au canal de dérivation de Saint-Symphorien (Côte-d’Or) à Dole (Jura). Finalement la décision concernant ce canal de dérivation est prise le 20 janvier 1783 : Bertrand est chargé des travaux en Franche-Comté et Émiland Gauthey en Bourgogne, province qui prend en charge un tiers des coûts. Le 25 septembre 1783, un arrêté du Conseil du Roi confirme ces engagements et l'adjudication des travaux du canal de Franche-Comté a lieu au début de 1784 pour 610 000 livres tournois.
De son côté Claude-Quentin La Chiche poursuit ses études sur l'ensemble de la liaison Saône-Rhin et revendique la paternité du projet dans de nombreux mémoires de 1778 à 1791 : une commission mixte d'ingénieurs civils et militaires mandatée par l'Assemblée nationale reconnaît son zèle et sa justesse dans l'idée générale mais sa pertinence technique est mise en cause pour le tenir à l'écart du projet qui avance sans lui.

### La réalisation

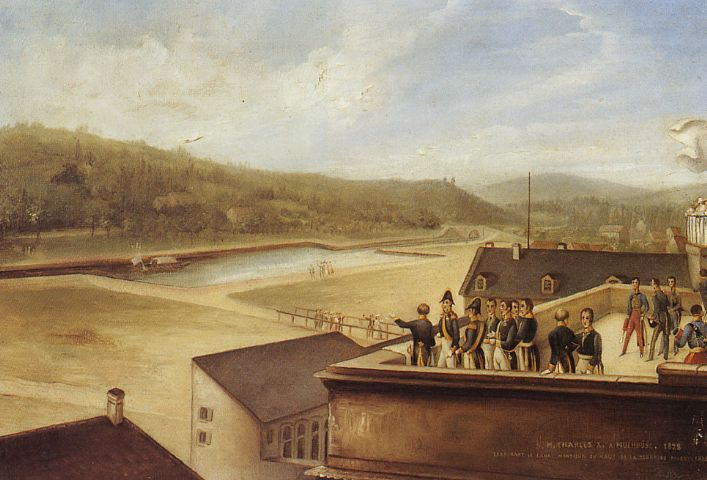
Le canal à Mulhouse en 1828 – visite du roi Charles X.

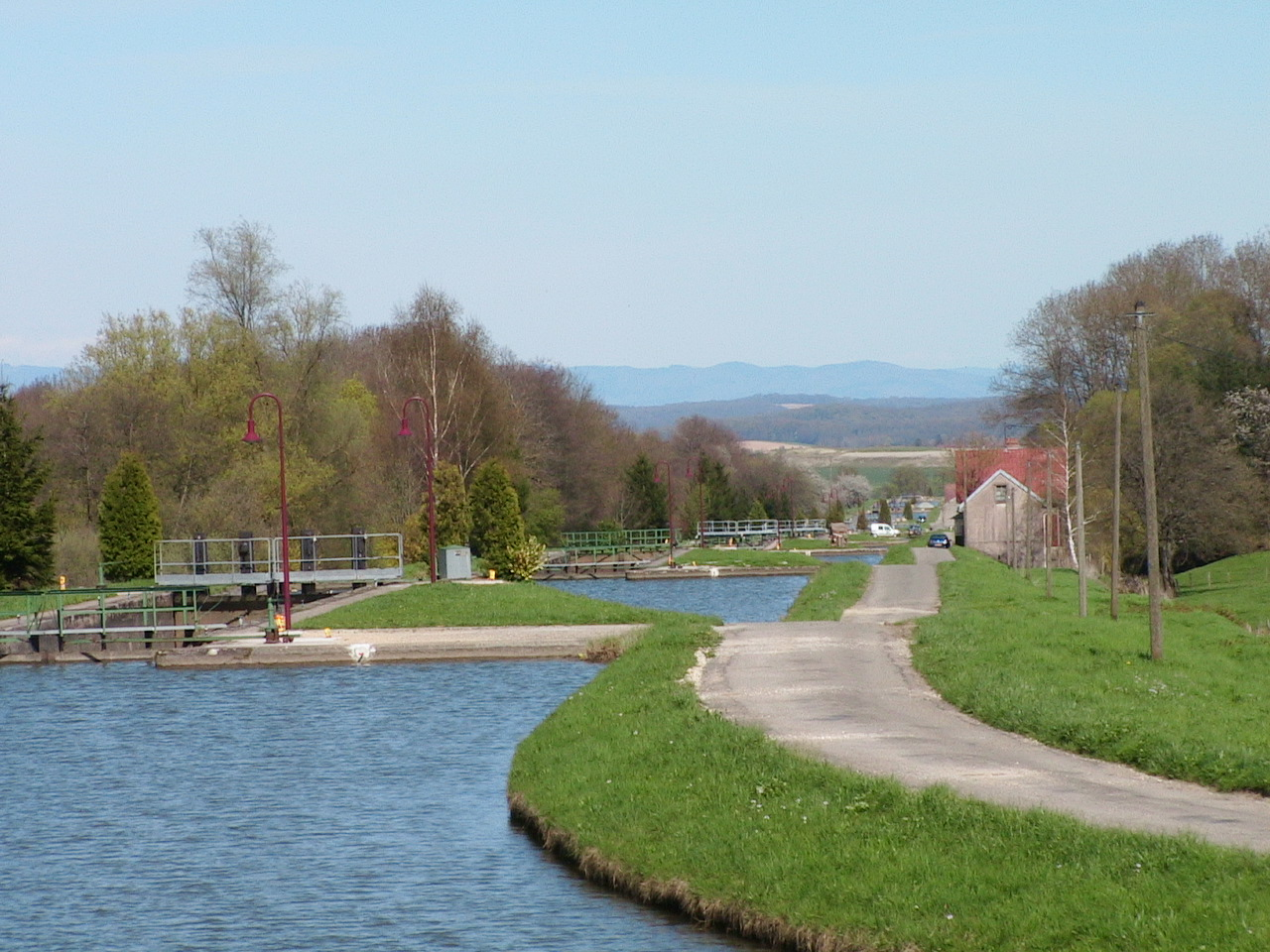
Échelle d'écluses de Valdieu.

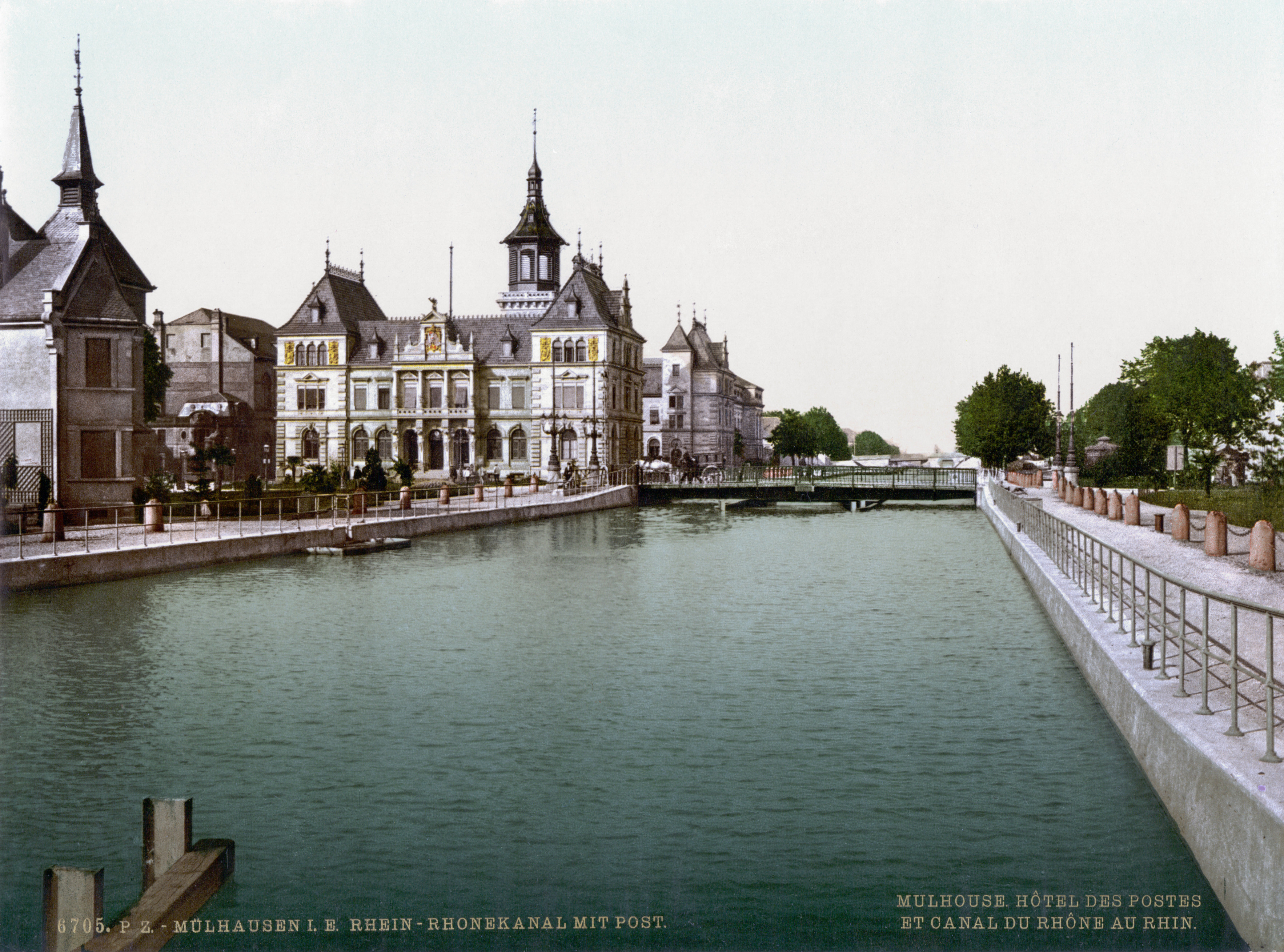
Le canal à Mulhouse en 1900.

Louis V Joseph de Bourbon-Condé, gouverneur de Bourgogne, inaugure le 24 juillet 1784 à Saint-Jean-de-Losne en même temps les travaux du tronçon-est du canal de Bourgogne qui devait relier la Saône à la Seine (partie Saône – Dijon, 30 km) et du canal de Franche-Comté qui reçoit la dénomination de « canal de Monsieur » en l'honneur du gouverneur que l'on dénommait Monsieur le Prince. Arrêtés au début de la Révolution, les travaux sont relancés en 1792 alors que la dénomination change : Philippe Bertrand est nommé à cette date directeur du canal du Rhône au Rhin et promu en 1798 directeur en chef du projet du canal de jonction du Rhône au Rhin. Poursuivis de manière intermittente, les travaux entre Saint-Symphorien-sur-Saône et Dole (sur le Doubs) sont à peu près achevés en 1802/1803 sous le Consulat quand l'ingénieur Aimable Hageau réalise l'écluse de Dole. L'inauguration a lieu le 20 octobre 1802 (?).
Il faut attendre 1804 (décret du 5 mai 1804, complété par celui du 11 avril 1806) pour que les travaux se poursuivent en direction du Rhin : Philippe Bertrand assure le contrôle général du projet qui implique aussi des ingénieurs militaires préoccupés des questions de défense du territoire, mais c'est Joseph Liard, né le 24 décembre 1747 à Rosières-aux-Salines, Meurthe-et-Moselle, mort le 21 avril 1832 à Besançon, qui est le véritable réalisateur de la portion du canal entre Dole et le Rhin. Celui-ci prend le nom de canal Napoléon et les travaux de terrassement du Doubs (effectués en partie par des prisonniers de guerre espagnols) sont à peu près achevés en 1814.
De nouveau interrompue par les événements historiques, la réalisation du canal reprend sous la Restauration : il retrouve le nom de canal Monsieur (ordonnance royale du 27 octobre 1814) en l'honneur du futur Charles X, frère du roi Louis XVIII qui effectue un voyage dans les départements de l'Est), avant de recevoir sous la monarchie de Juillet, en 1830, le nom de canal de jonction du Rhône au Rhin (ordonnance du 11 octobre 1830).
Les travaux se poursuivent avec certaines difficultés de tracé et de réalisation (à Besançon ou au franchissement de la ligne de partage des eaux à Valdieu-Lutran par exemple). La navigation est établie jusqu'à Besançon en 1820 et jusqu'à Mulhouse en 1830, et finalement, c'est le 8 décembre 1832 que le premier navire de commerce rejoint le Rhin depuis la Saône. L'inauguration officielle du canal du Rhône au Rhin n'aura lieu que le 14 novembre 1834.
Le canal a été affermé à une compagnie privée jusqu'en 1853 quand l'État en a repris le contrôle. Après des difficultés lors de l'annexion de l'Alsace par l'Allemagne en 1871, période durant laquelle il n'est plus exploité, le canal sera mis au gabarit Freycinet (38,50 m de long avec une capacité de 350 tonnes) entre 1882 et 1921 sur les 320 km de Saint-Symphorien-sur-Saône à Strasbourg. La branche nord du canal, qui doublait le Rhin et qui reliait l'Île Napoléon à Strasbourg (l'extrémité nord du canal ne se jette pas directement dans le Rhin, mais dans l'Ill qui entoure une partie de Strasbourg et qui ne communique plus directement avec le Rhin), a été déclassée dans les années 1960 à la suite de la construction du grand canal d'Alsace et de l'écluse de Kembs-Niffer. Cette branche du canal est encore utilisée pour l'irrigation des cultures de la plaine d'Alsace, mais n'est plus navigable : plusieurs ouvrages interdisent la navigation, en particulier un siphon qui permet au canal de passer sous l'autoroute A36, à hauteur de Sausheim.

## Le projet de mise à grand gabarit
De grands espoirs étaient fondés sur un développement du trafic marchandise qui avait fortement subi la concurrence du chemin de fer. On pensait en particulier au transport du charbon allemand et de la potasse d'Alsace vers le sud. Le percement du tunnel du Rove commencé en 1911, terminé en 1923 et mis en service en 1926, avec sa largeur de 22 mètres, son mouillage de 4 mètres et son tirant d'air de 11 mètres, était le prélude à une liaison à grand gabarit entre Marseille et Strasbourg.
Mais en 1936 le trafic marchandises vers le sud ne s'élève qu'à 100 000 tonnes : il est constitué essentiellement de potasse d'Alsace, de fer et de produits industriels de Lorraine et Franche-Comté dont la moitié est destinée à Lyon. Dans le sens nord, le trafic est de l'ordre de 75 000 tonnes dont 31 000 venues du canal de Bourgogne et de 45 000 tonnes venues du sud, surtout de la houille de Montceau-les-Mines et aussi de l'huile et du savon en provenance de Marseille. Les questions du gabarit du canal ainsi que de l'amélioration nécessaire de la navigabilité du Rhône et de la Saône sont alors posées. La Compagnie nationale du Rhône voit le jour le 27 mai 1933 avec pour mission d'aménager le Rhône : elle construira 18 barrages sur le Rhône entre 1945 et 1988.

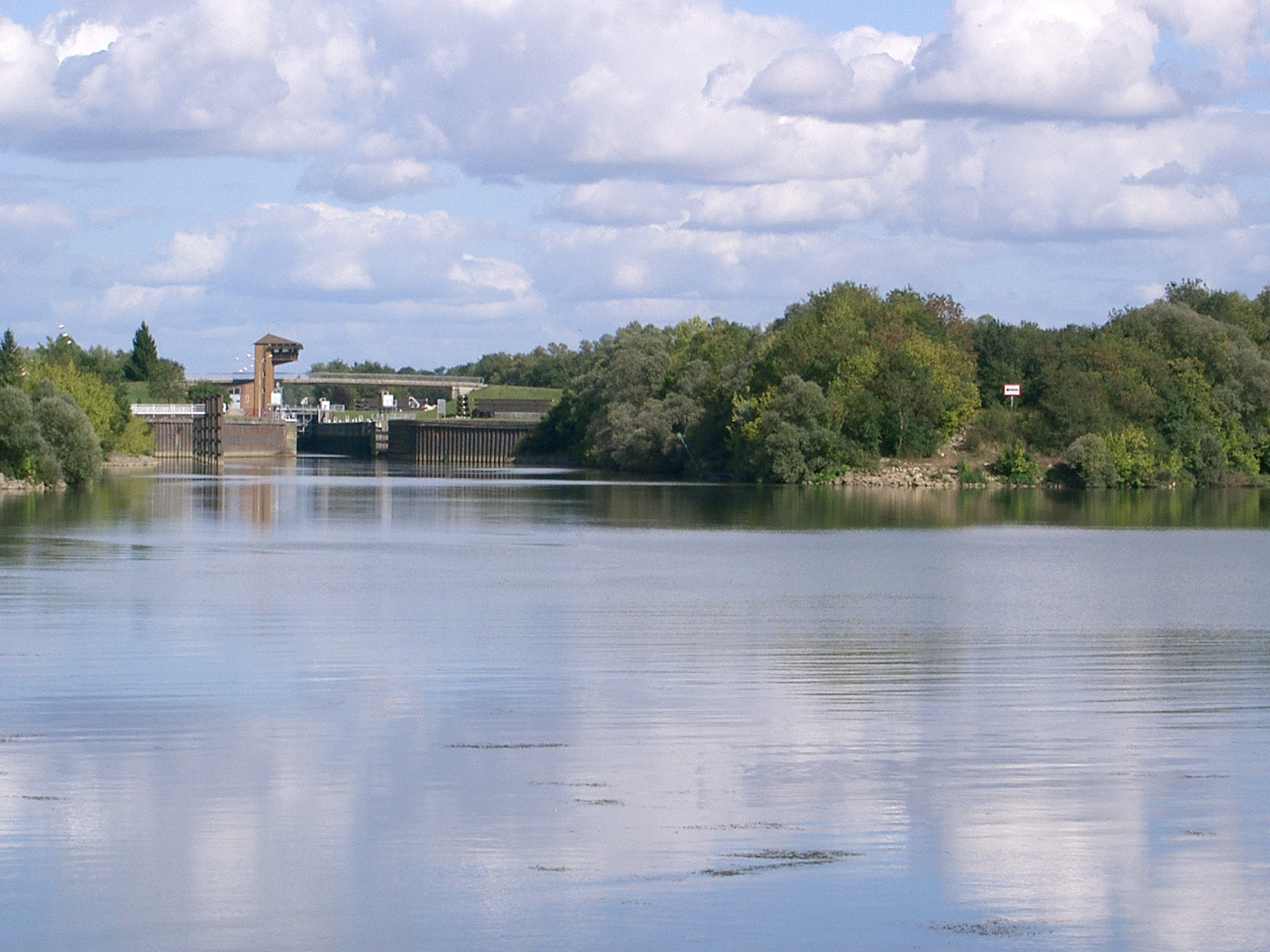
Écluse à grand gabarit.

La réflexion refait surface dans les années 1950 et le projet du canal à grand gabarit Rhin-Rhône est inscrit au Plan en 1961 (la dénomination change encore une fois). En 1976 la mise en grand gabarit est décidée : L'objectif est de faire naviguer des convois poussés de 4 500 tonnes et le tracé est défini : « Entre le Rhin et Mulhouse, la nouvelle voie empruntera le canal actuel de Huningue, qui sera conservé avec quelques adaptations. Une nouvelle écluse devra être construite à Niffer pour doubler l'écluse actuelle qui n'a que 85 m de longueur. De Mulhouse à Voujeaucourt, près de Montbéliard, le nouveau canal empruntera un tracé confondu avec celui du canal actuel du Rhône au Rhin ou très voisin. La darse actuelle du port de Bourogne sera élargie et approfondie pour servir de port-refuge aux convois. De Voujeaucourt à Dole, la nouvelle voie sera constituée par une canalisation du Doubs, avec quelques dérivations. La canalisation de cette dernière rivière aura, en outre, pour effet de soustraire aux submersions une partie du lit majeur et de favoriser l'écoulement des crues.
De Dole à la Saône, le nouveau canal sera très voisin de l'ancien jusqu'à Tavaux, mais il aura un tracé nouveau aboutissant à Laperrière-sur-Saône ».
À partir de la fin des années 1970, des travaux sont réalisés sur la Saône avec de nouvelles écluses de 185 mètres au gabarit européen de 5 000 tonnes (écluses à grand gabarit de Seurre, Écuelles, Ormes, Dracé et Couzon) en même temps qu'on transforme la partie orientale du canal, entre Niffer (sur le Rhin) et Mulhouse ainsi qu'entre Montbéliard et Étupes.

### Controverses environnementales et critiques des études d’impact (années 1970/ 1980)
Dans les années 1970, le projet d’élargissement du canal du Rhône au Rhin est pensé avant tout comme un axe stratégique de développement économique, avec peu de considération environnementale. L’étude d’impact initiale, jugée sommaire, suscite rapidement des critiques. Les transformations prévues — notamment l’aménagement du Doubs en voie navigable de 100 mètres — inquiètent les associations écologistes comme WWF Jura ou le collectif "Saône et Doubs vivants", (créé en 1989), mais aussi des agriculteurs et des élus locaux, préoccupés par les risques d’expropriation et d’inondation. 
Trois points clés cristallisent les oppositions : la transformation du paysage, la perturbation de l’écosystème fluvial et la gestion des ressources en eau. Les promoteurs, comme la Compagnie Nationale du Rhône (CNR), proposent des mesures compensatoires, telles que la création de nouvelles zones humides, mais ces propositions ne convainquent pas les opposants. En 1975, un débat oppose la CNR à des agriculteurs qui réclament une meilleure protection contre les crues et questionnent la gestion de l’alimentation en eau potable. En 1977, les critiques se renforcent lorsqu’un article des Dernières Nouvelles d'Alsace reconnaît que « les hypothèses de départ [vis-à-vis de l’estimation des dommages environnementaux] sont fausses ». L’étude d’impact est alors accusée de manquer de transparence et de sous-estimer les effets écologiques.

### Oppositions économiques et environnementaux et abandon du projet (années 1990)
Dans les années 1990, le projet d’agrandissement prend de l’ampleur avec le soutien de Voies navigables de France (VNF), de la CNR et de la Commission européenne, qui défendent une modernisation du transport fluvial pour réduire la dépendance au transport routier. Parallèlement, les réglementations environnementales se renforcent (loi Bouchardeau en 1983 sur la démocratie participative, loi sur l’eau en 1992, loi Barnier en 1995 sur le renforcement de la protection de l’environnement), donnant de nouveaux leviers juridiques aux opposants. L'aménagement est arrêté en 1992 sous la pression des mouvements écologistes. 
En 1995, la loi Pasqua tente de relancer le projet et de résoudre les problèmes de financement en proposant un financement via la rente hydroélectrique d’EDF, sous Raymond Barre, alors député de la 4ème circonscription du Rhône. Cette initiative est critiquée par le Ministère des Finances et la Direction de l’Électricité et du Gaz, qui redoutent une hausse du prix de l’électricité. En 1997, sous la pression des mouvements écologistes, le gouvernement Jospin suspend le projet à la demande de Dominique Voynet, ministre de l’Environnement, alors élue de Franche-Comté, et une mission d'information est mise en place en avril 1998. Ce retrait marque un tournant vers une approche plus participative, transparente et environnementale des grands projets d’infrastructure. 
Un rapport d'information sur les perspectives économiques et sociales de l'aménagement de l'axe européen Rhin-Rhône a été remis à l'Assemblée nationale le 15 novembre 1999 pour relancer la liaison mais les oppositions économiques ou écologiques sont nombreuses et rien ne se fait. 

### Les mobilisations, situation actuelle et perspectives (années 2000 et après)
Dans les années 2000, la contestation se poursuit. Des associations comme Alsace Nature et des partis écologistes tels que les Verts (aujourd’hui EELV) dénoncent les atteintes à la biodiversité et proposent des alternatives ferroviaires. De leur côté, la Chambre de Commerce et d’Industrie d’Alsace, les entreprises du secteur du transport fluvial et certains élus locaux continuent de défendre le projet pour ses retombées économiques, de développement territorial et en termes d’emplois. 
En 2009, un projet de liaison Rhin-Rhône par le couloir Moselle-Saône est réapparu mais les oppositions sont toujours présentes. Le projet, bien que abandonné officiellement, continue d’être mentionné ponctuellement dans les débats sur le transport fluvial et l’aménagement durable. 
De son côté, le projet suisse pour l'établissement d'un canal navigable transhelvétique de Koblentz à Morges en empruntant l'Aar, le lac de Bienne, le lac de Neuchâtel et la Venoge semble lui aussi abandonné: les réserves foncières ont en effet été levées pour le canton de Vaud en décembre 2006 par le Grand Conseil vaudois.

### Impacts sur la société
Le projet soulève des enjeux économiques et sociaux majeurs. Les partisans évoquent des créations d'emplois dans les travaux publics et une dynamique régionale dans le domaine du transport. Les opposants soulignent que ces emplois seraient pour la plupart provisoires, et que la rentabilité à long terme reste incertaine, car les études ont montré que le trafic attendu risquait d’être insuffisant pour justifier un tel investissement. Une expropriation importante de terres agricoles nécessaires au projet aurait également entraîné des pertes économiques pour les exploitants. 
Sur le plan écologique, les risques d’eutrophisation du Doubs et la dégradation de la qualité de l’eau, aggravées par le ralentissement du débit du Doubs ainsi que par la pollution des matières organiques en suspension, sont mis en avant. Cela pose des questions à la fois environnementales et de santé publique. Le projet, par ses fortes contestations, devient un symbole de l’évolution des mentalités vis-à-vis des grands travaux publics - approche plus critique et demande de transparence -, contribuant à l’émergence de mouvements citoyens et écologistes en France comme le collectif « Saône et Doubs vivants », et marquant un tournant dans la prise en compte des enjeux environnementaux dans les décisions politiques dans les années 90. 

## La vocation touristique auXXIesiècle

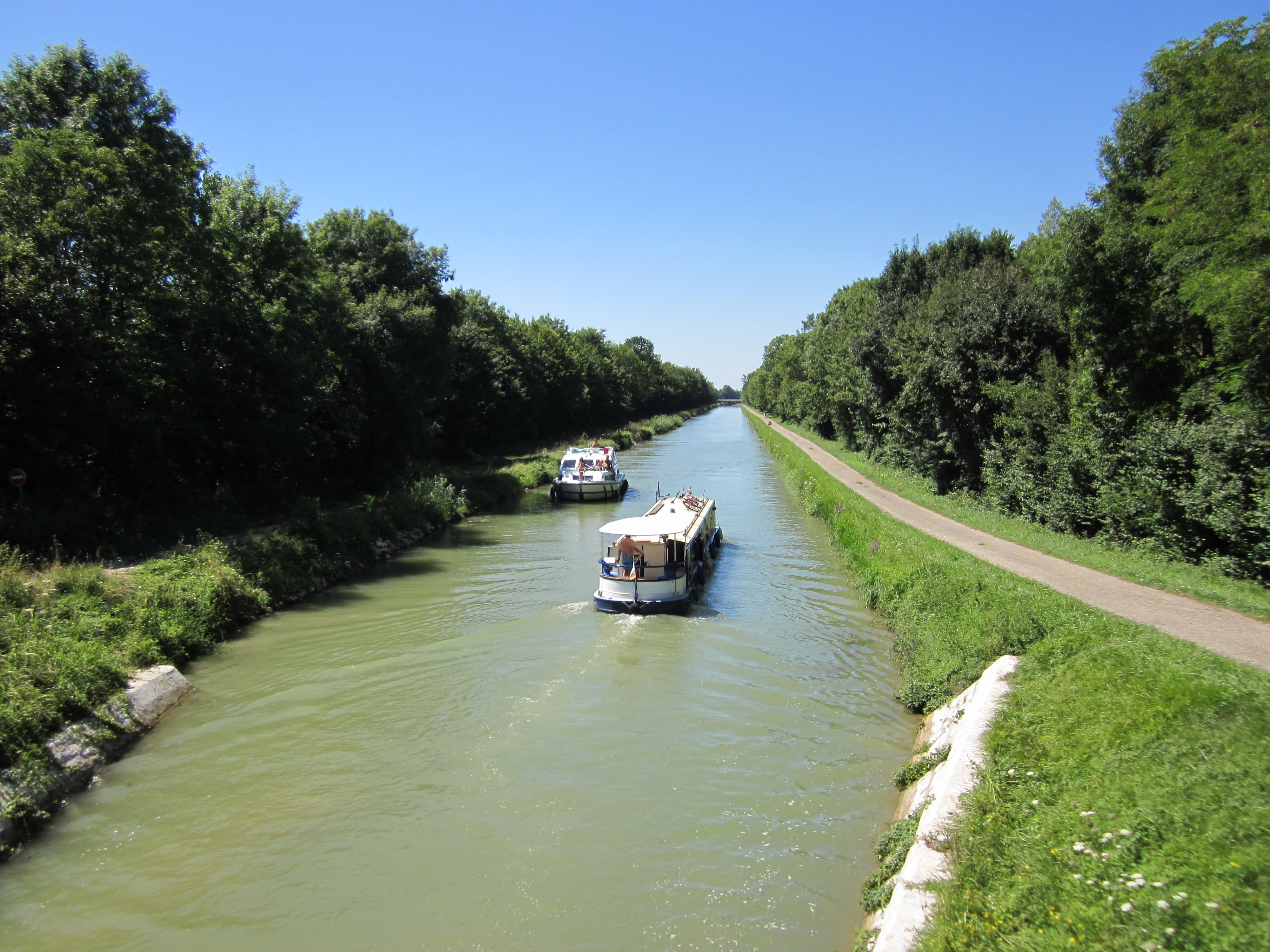
Navigation de plaisance sur le canal et piste cyclable.

Si la partie alsacienne transformée au-delà de Mulhouse, qui a toujours été la plus active et a été transformée dans les années 1990, conserve un certain trafic marchandise, la liaison avec la Saône n'a plus qu'un faible tonnage (12 000 tonnes en 2008) et c'est vers la navigation de plaisance que s'oriente l'activité du canal de la Saône au Rhin en passant par la vallée du Doubs. Les aménagements portuaires destinés au tourisme fluvial se multiplient et le trafic se développe : ainsi le port de Besançon annonce le passage de 550 bateaux en 2009. Après une phase d'études, des travaux d'aménagement et de sécurisation des écluses sont programmés dans les années 2020.
Les berges du canal sont par ailleurs progressivement aménagées en voie cyclable pour constituer de la Saône à Bâle une partie de l'EuroVelo 6. Plus au nord dans sa branche parallèle au grand canal d'Alsace et au Rhin, plus exactement entre Marckolsheim et Strasbourg, son chemin de halage a été revêtu sur toute sa longueur pour accueillir les EuroVelo 5 - Via Francigena (Londres - Rome / Brindisi) et EuroVelo 15 - Véloroute Rhin (Rotterdam - Andermatt).

## Complément: carte du réseau fluvial de l'Est de la France

Canal du Rhône au Rhin.

Le canal du Rhône au Rhin relie les vallées de la Saône et le Rhin en passant par la ligne de partage des eaux de la trouée de Belfort. Il fait partie des voies de navigation fluviales qui relient la mer Méditerranée à la mer du Nord.
Cette liaison sud-nord se compose ainsi :
- Rhône (comme fleuve canalisé) ;
- Saône (comme fleuve canalisé) ;
- canal du Rhône au Rhin ;
- grand canal d'Alsace ;
- Rhin (comme fleuve canalisé).

Légende de la carte :
- Villes : St : Strasbourg - Ba : Bâle - Mo : Mulhouse - Mb : Montbéliard - Be : Besançon - Do : Dole - SJ : Saint-Jean-de-Losne - Di : Dijon
- Canaux : RR : Canal du Rhône au Rhin - CE : Canal de l'Est - CB : Canal de Bourgogne - MS : Canal de la Marne à la Saône
- Cours d'eau : R : Rhin - D : Doubs - S : Saône - Mo : Moselle -Me : Meurthe - Ms : Meuse - Ma : Marne - I : Ill -O : Ognon

## Tracé

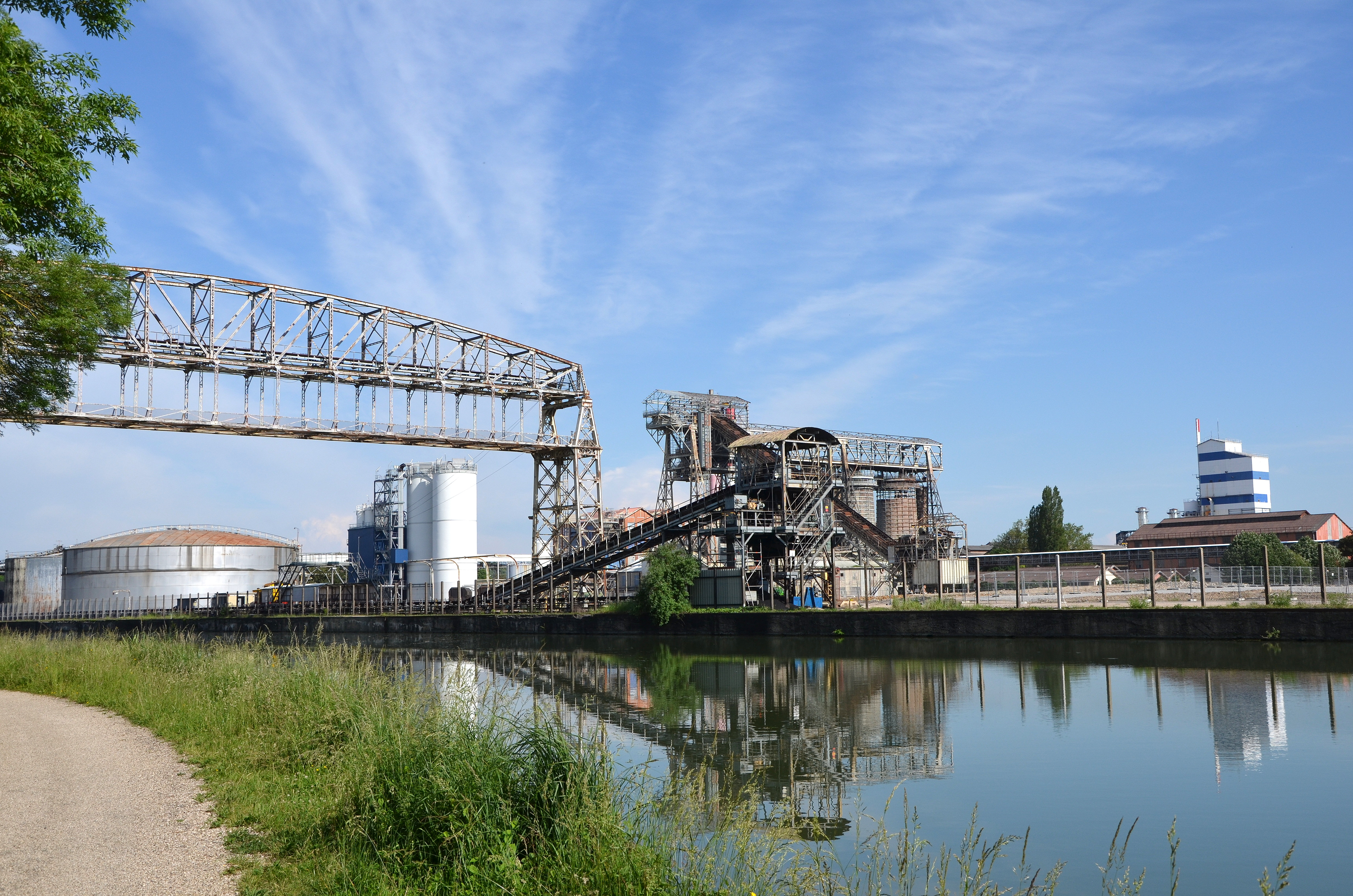
Illustration du rôle économique du canal : usine Solvay à Tavaux (Jura).

Le canal du Rhône au Rhin relie la Saône, à Saint-Symphorien-sur-Saône (Côte-d'Or), au grand canal d'Alsace, à Niffer (Haut-Rhin),,,, soit un parcours de 236 km et 114 écluses (numérotées dans les deux sens à partir du partage des eaux), qui traverse trois régions historiques : Bourgogne, Franche-Comté et Alsace. Une branche nord le long du Rhin vers Strasbourg a été réalisée dans un deuxième temps.
Principales localités traversées :
- en Côte-d'Or :

à Saint-Symphorien-sur-Saône, l'écluse 75 a été dotée d'une cabine de 6 m de haut qui sert de signal à l’entrée du canal, c'est une œuvre de Didier Fiuza Faustino intitulée Dr Jekyll & Mr Hyde et inaugurée le 19 juin 2009.
- dans le Jura :

Tavaux (usines Solvay), Choisey, Dole
- dans le Doubs :

Thoraise (Percée/tunnel de Thoraise) - Besançon (tunnel sous la citadelle), Baume-les-Dames, L'Isle-sur-le-Doubs, Montbéliard où il est rejoint peu après par le canal de la Haute-Saône
- dans le Territoire de Belfort :

Bourogne, Froidefontaine (pont tournant), Montreux-Château
- dans le Haut-Rhin :

Valdieu-Lutran : ligne de partage des eaux entre le bassin du Rhône et celui du Rhin, une échelle de douze écluses s'échelonnant sur trois kilomètres permet de franchir le 'seuil de Valdieu' d'un dénivelé de 30 mètres.
Wolfersdorf (pont-canal à cinq arches franchissant la Largue) - Mulhouse.

## Alimentation en eau

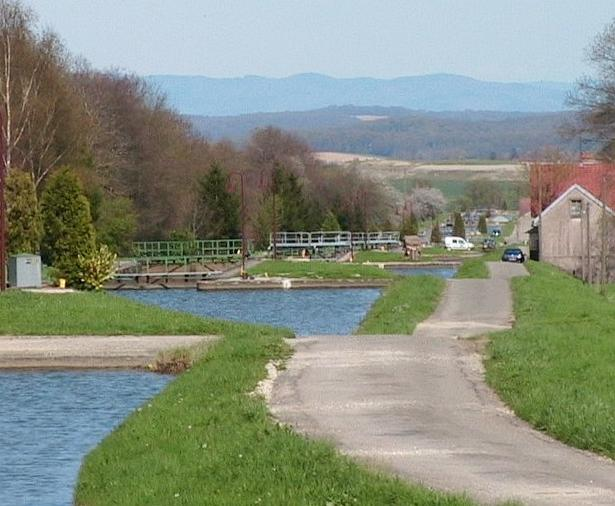
Canal du Rhin à Valdieu-Lutran.

### Partie en Alsace
Une rigole d'alimentation de 14,3 km de long, entre Friesen et Valdieu-Lutran permet d'amener dans le bief de partage l'eau de la Largue (normalement 1 200 l/s aux vannes de Friesen).

### Partie en Franche-Comté
La construction (partielle) du canal de la Haute-Saône à partir de 1881 permet d'alimenter le canal du Rhône au Rhin par l'eau du bassin de Champagney.
En outre, une petite rigole d'environ 15 km de long pour un dénivelé de 16 m, construite de 1939 à 1949 entre le canal de la Haute-Saône à Bavilliers et Montreux-Château, permet d'amener de l'eau directement dans le bief de partage des eaux de Valdieu-Lutran.

## Photographies

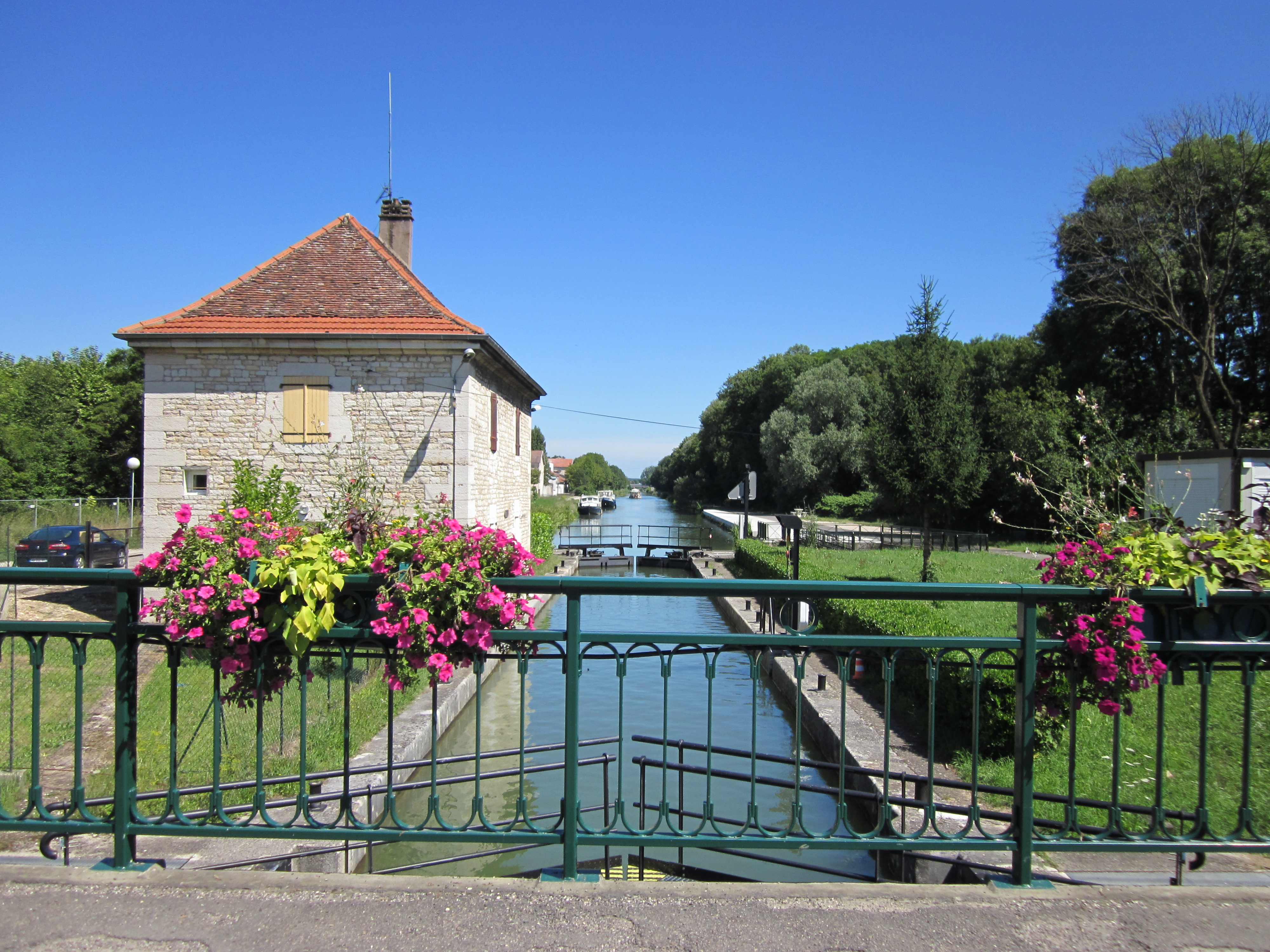
Écluse de Damparis (Jura).
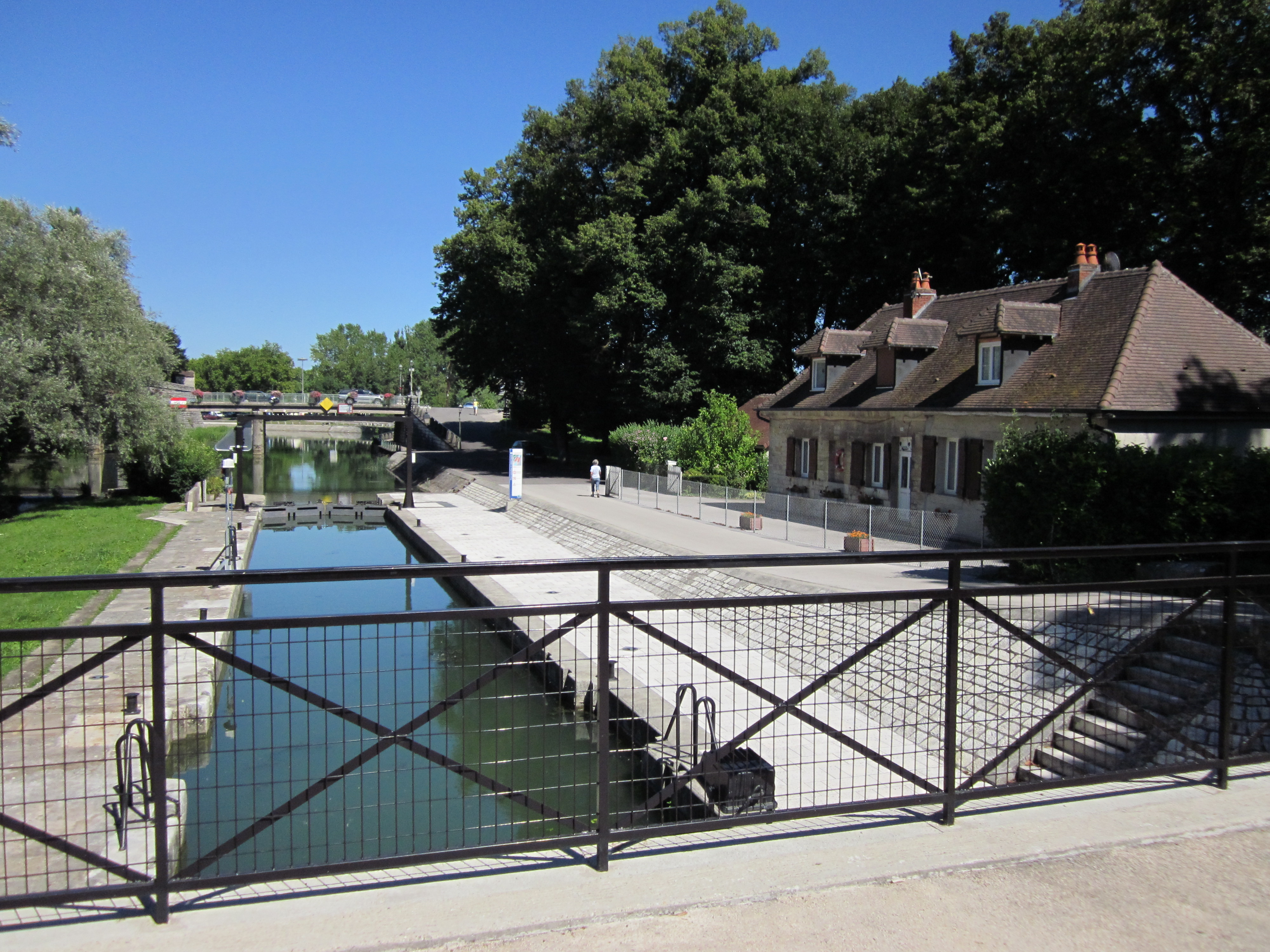
Écluse de Dole (Jura).
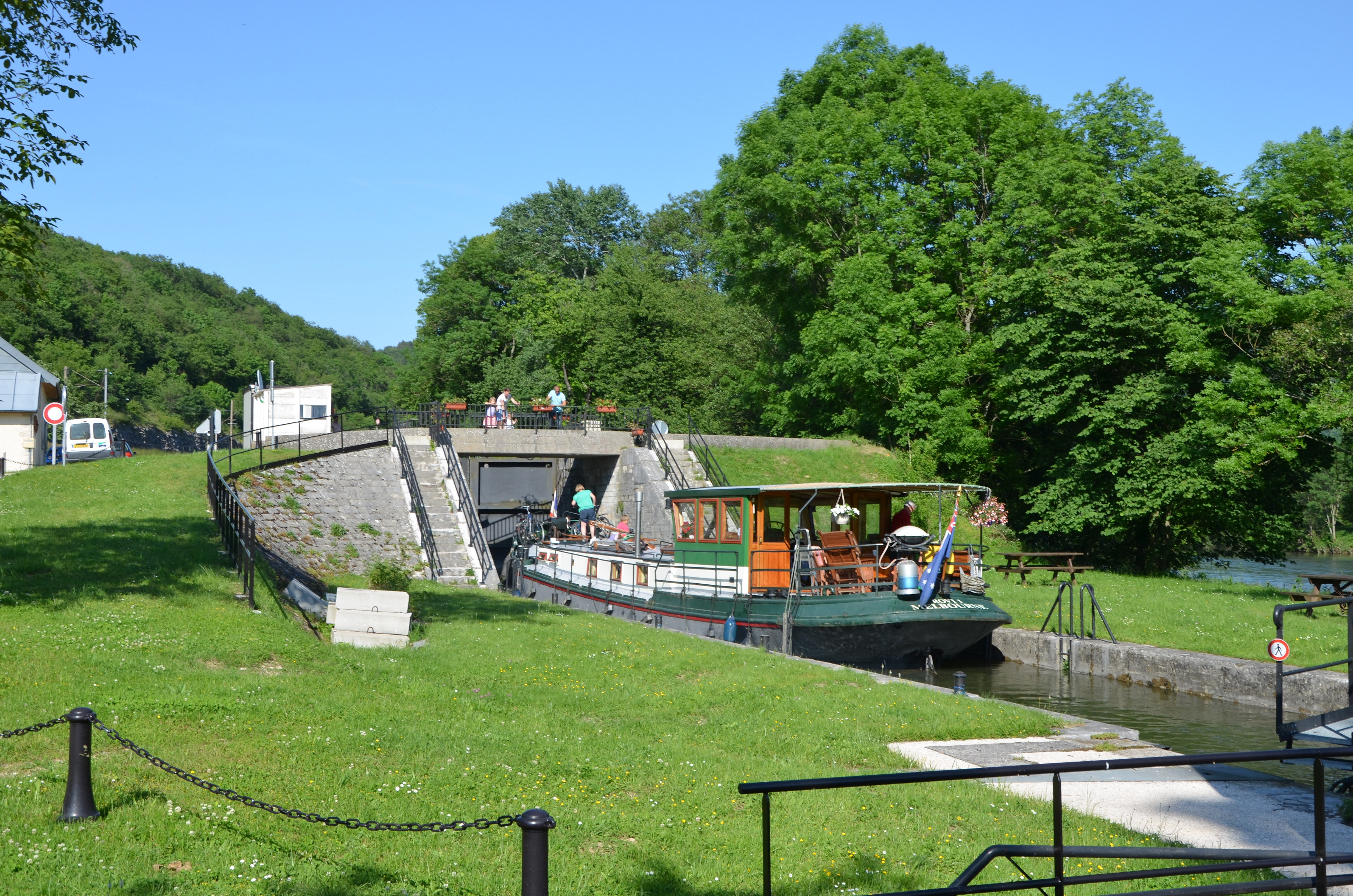
Écluse à Deluz (Doubs).
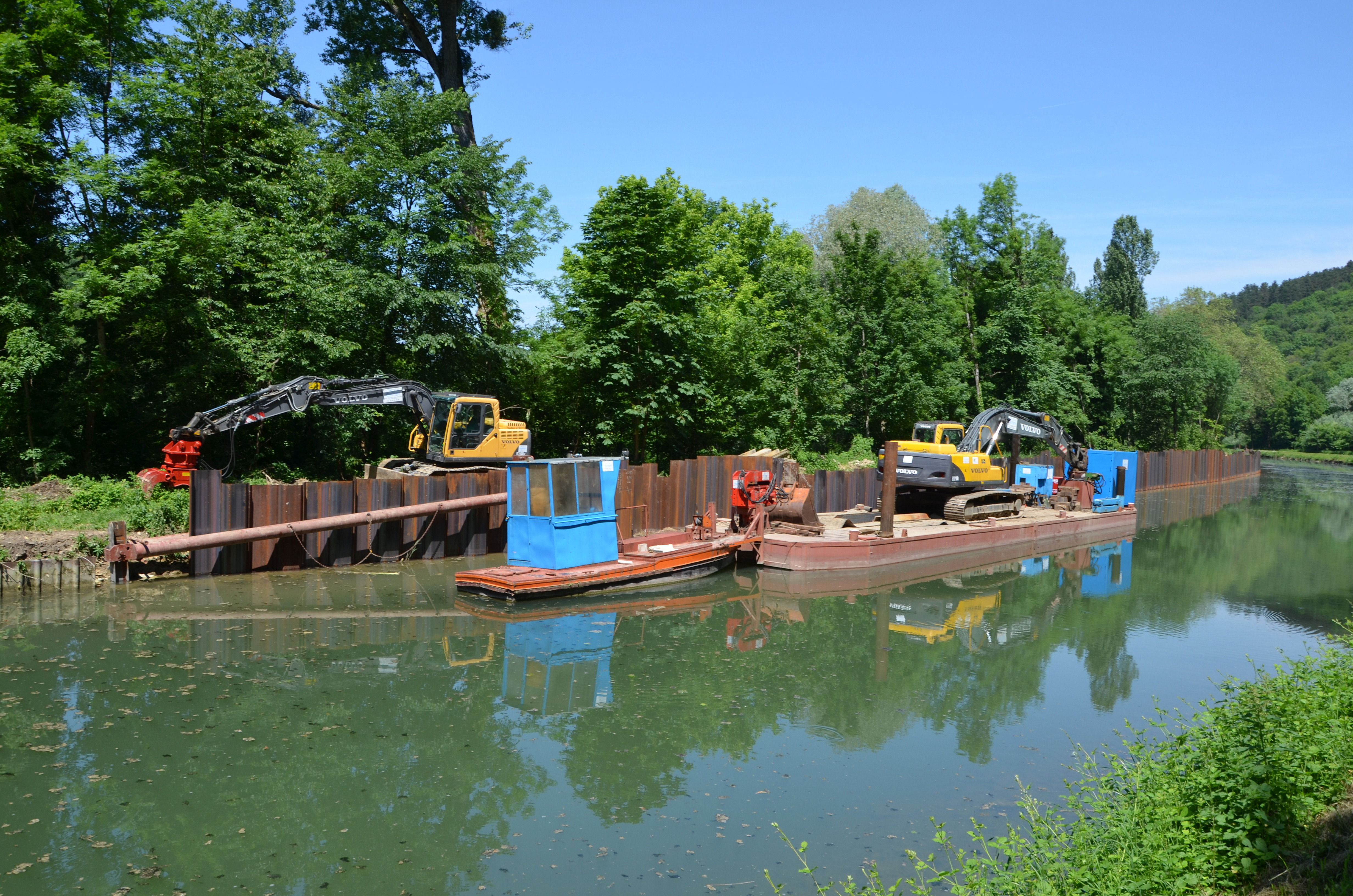
Travaux de réfection entre Aveney et Thoraise (Doubs).
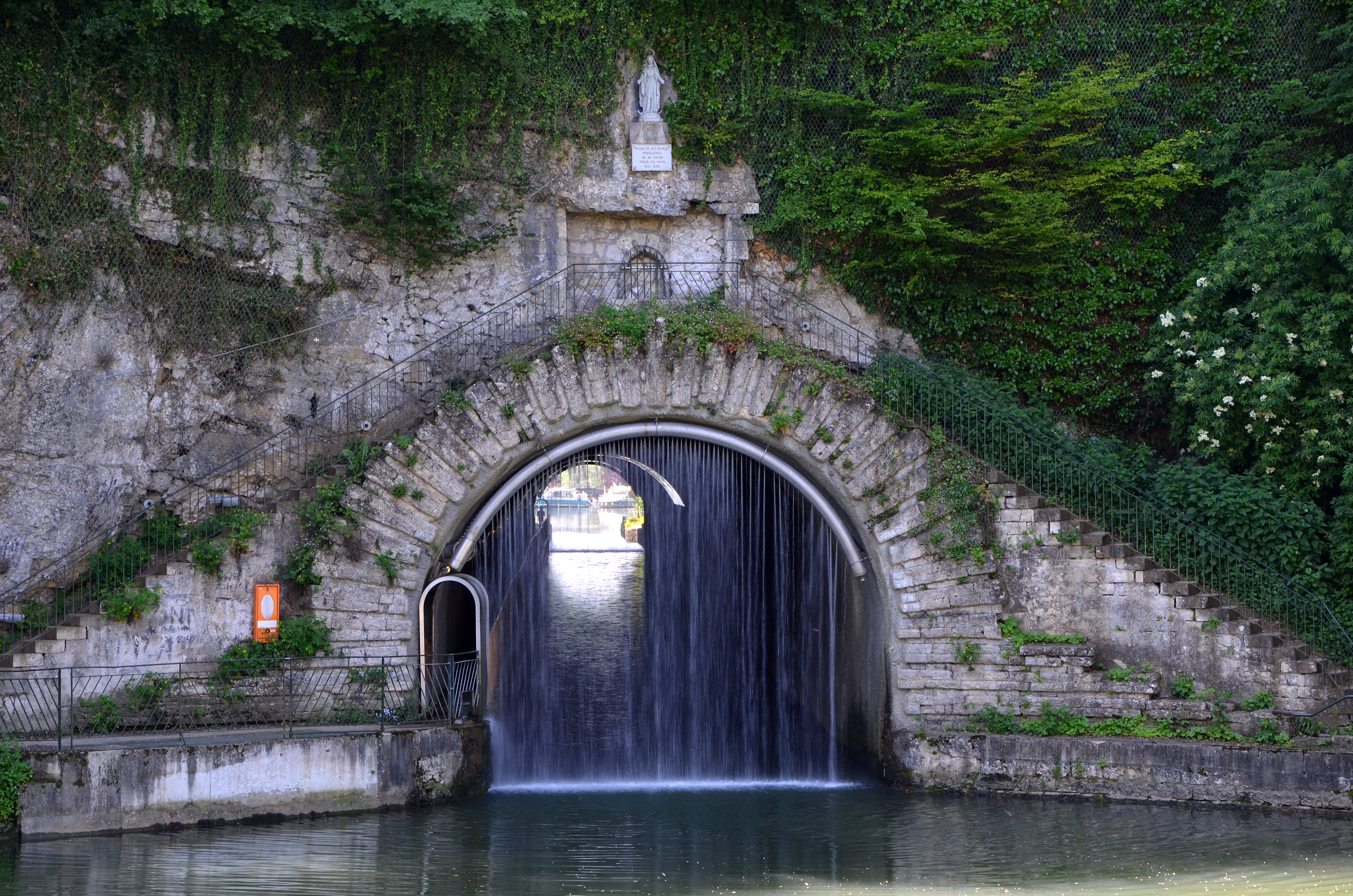
La percée de Thoraise.
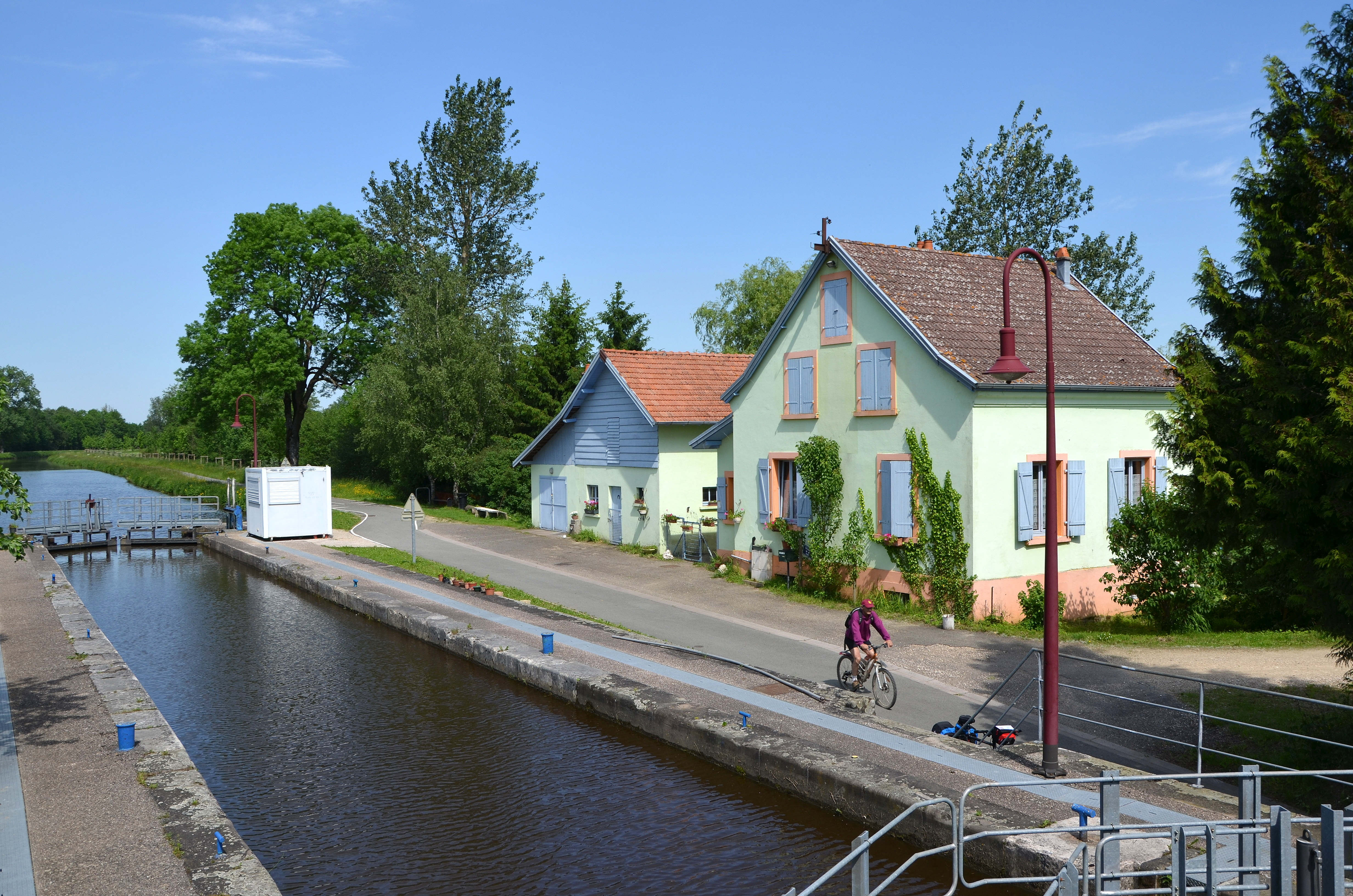
Écluse vers Bretagne (Territoire de Belfort).
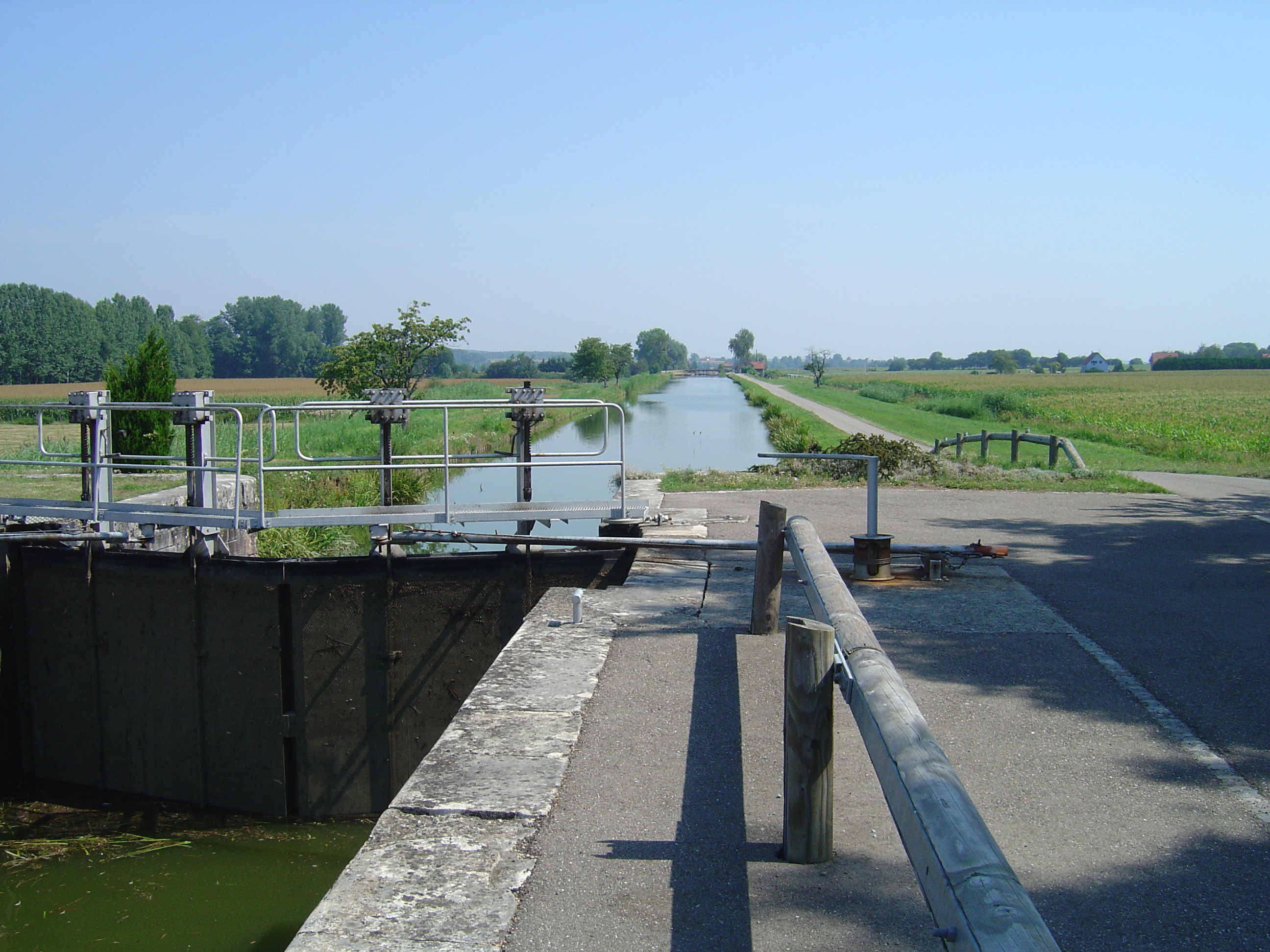
Dannemarie (Haut-Rhin).
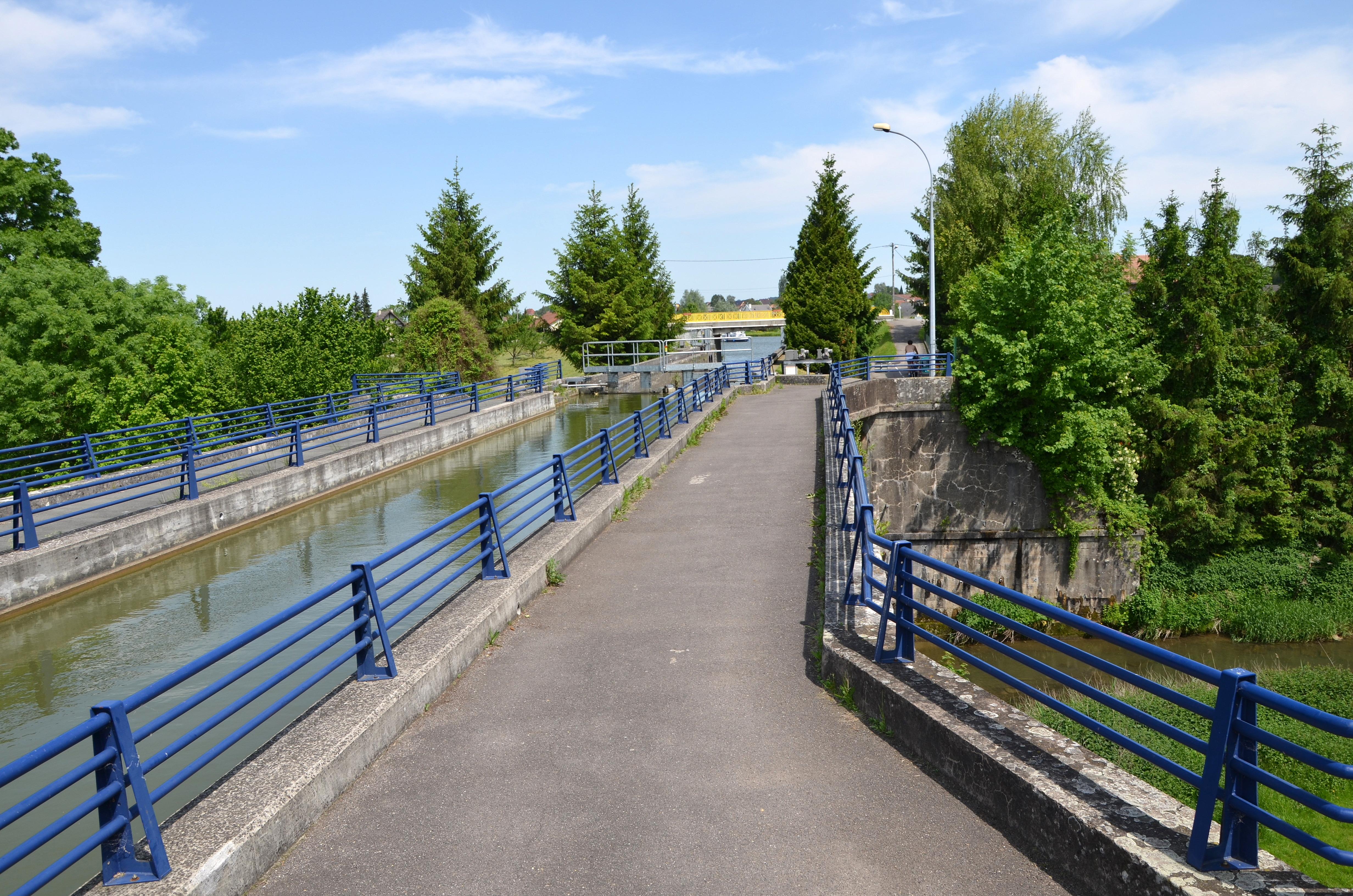
Pont canal sur la Largue à Dannemarie.
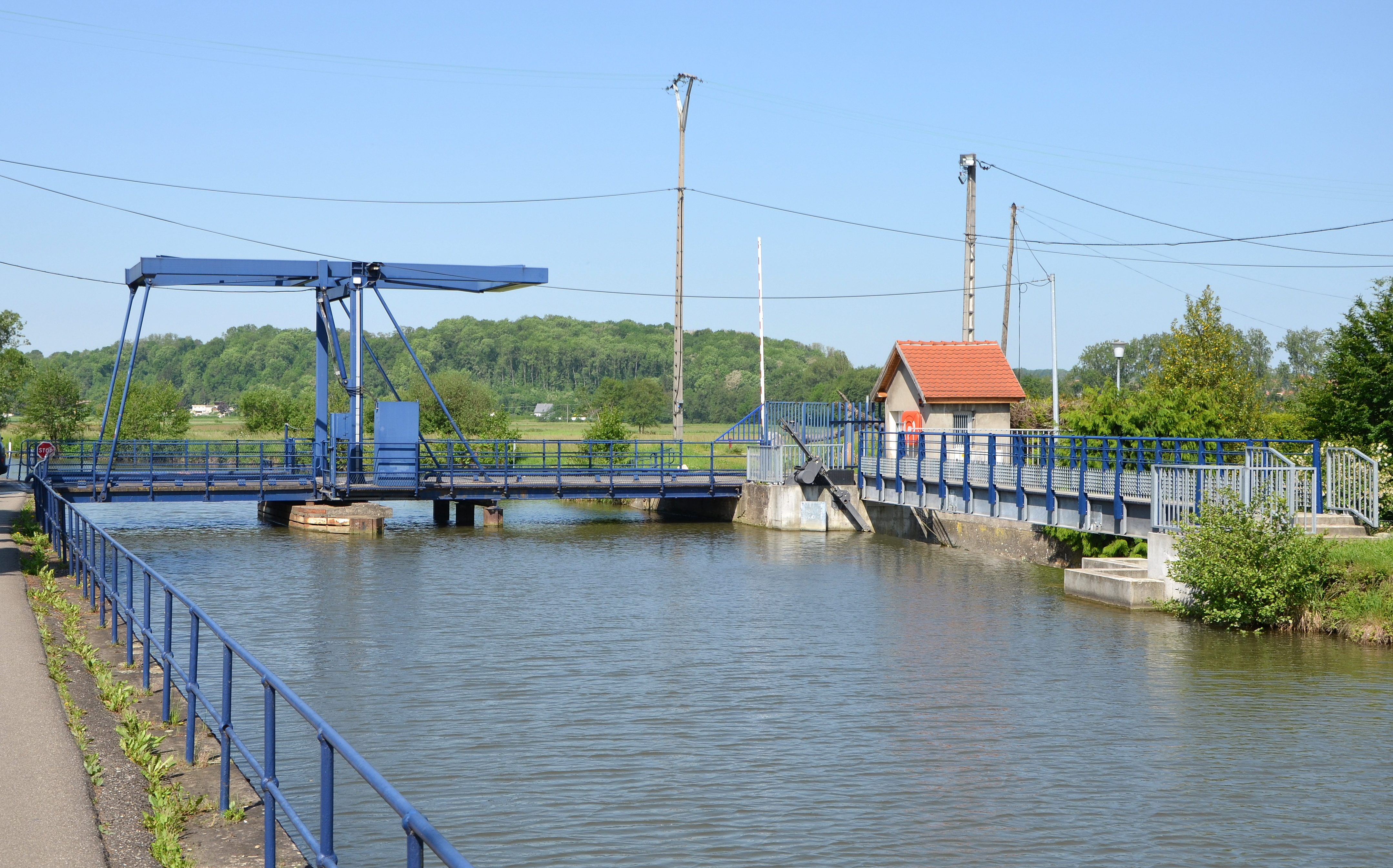
Pont levant à Zillisheim.
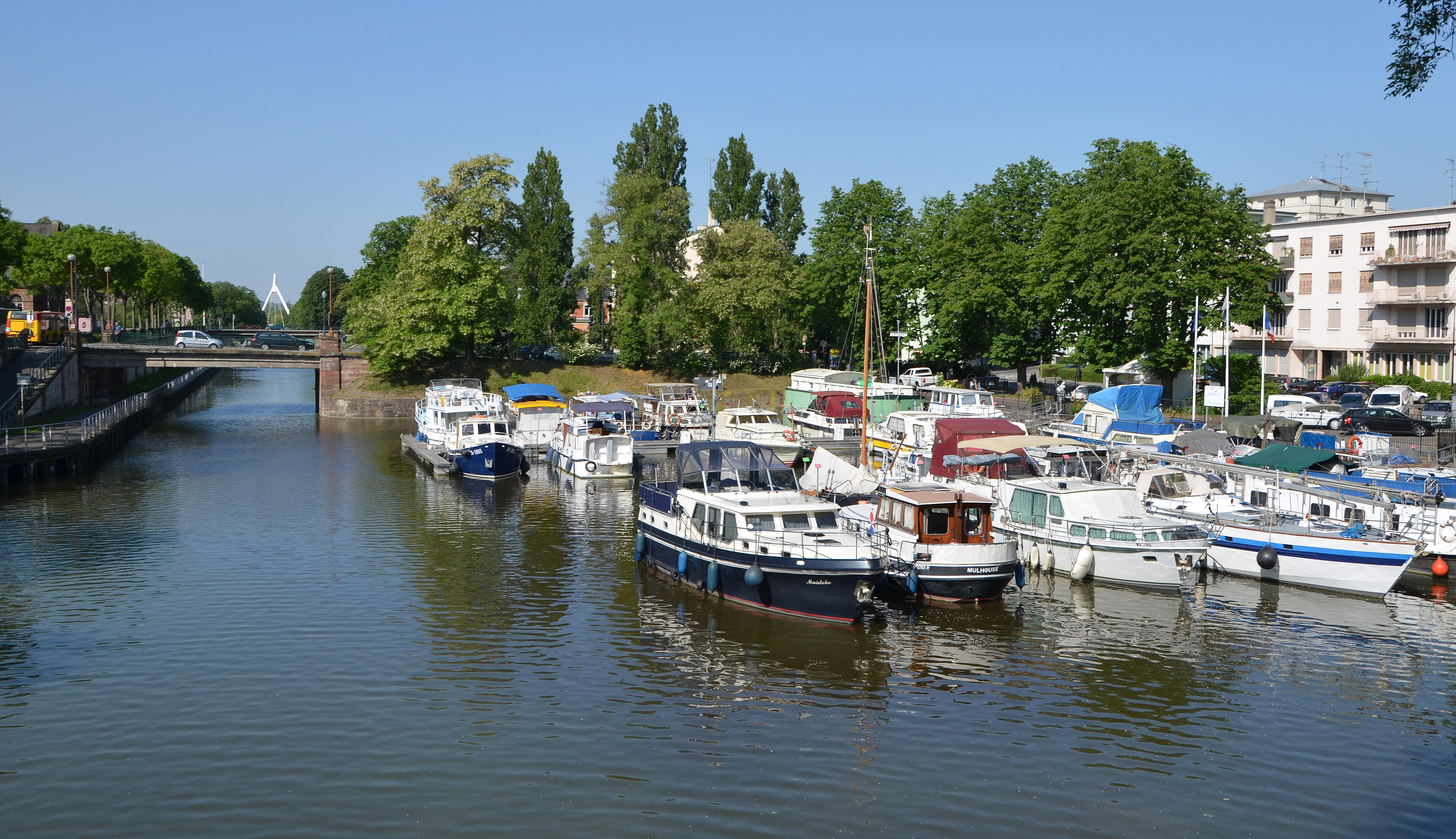
Port de plaisance de Mulhouse (Haut-Rhin).
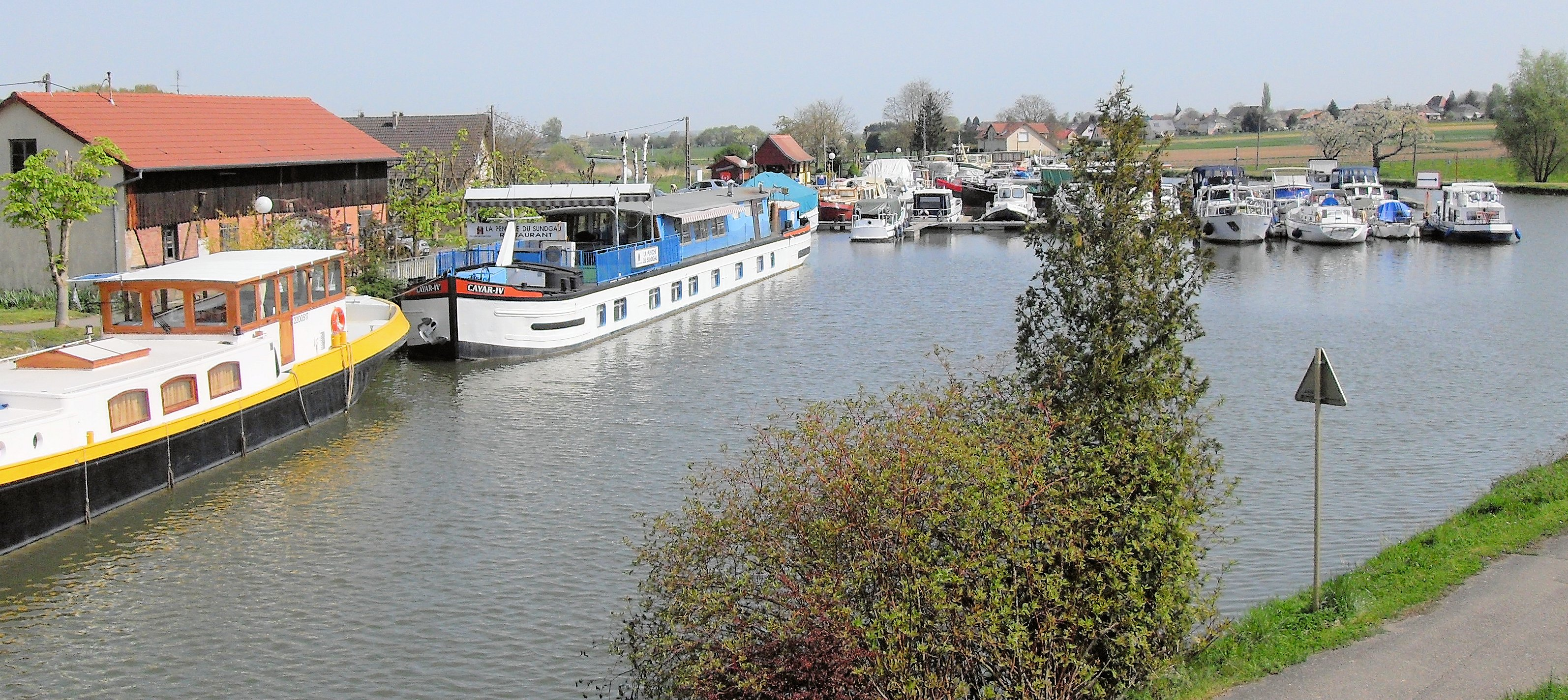
Wolfersdorf, port de plaisance (Haut-Rhin).
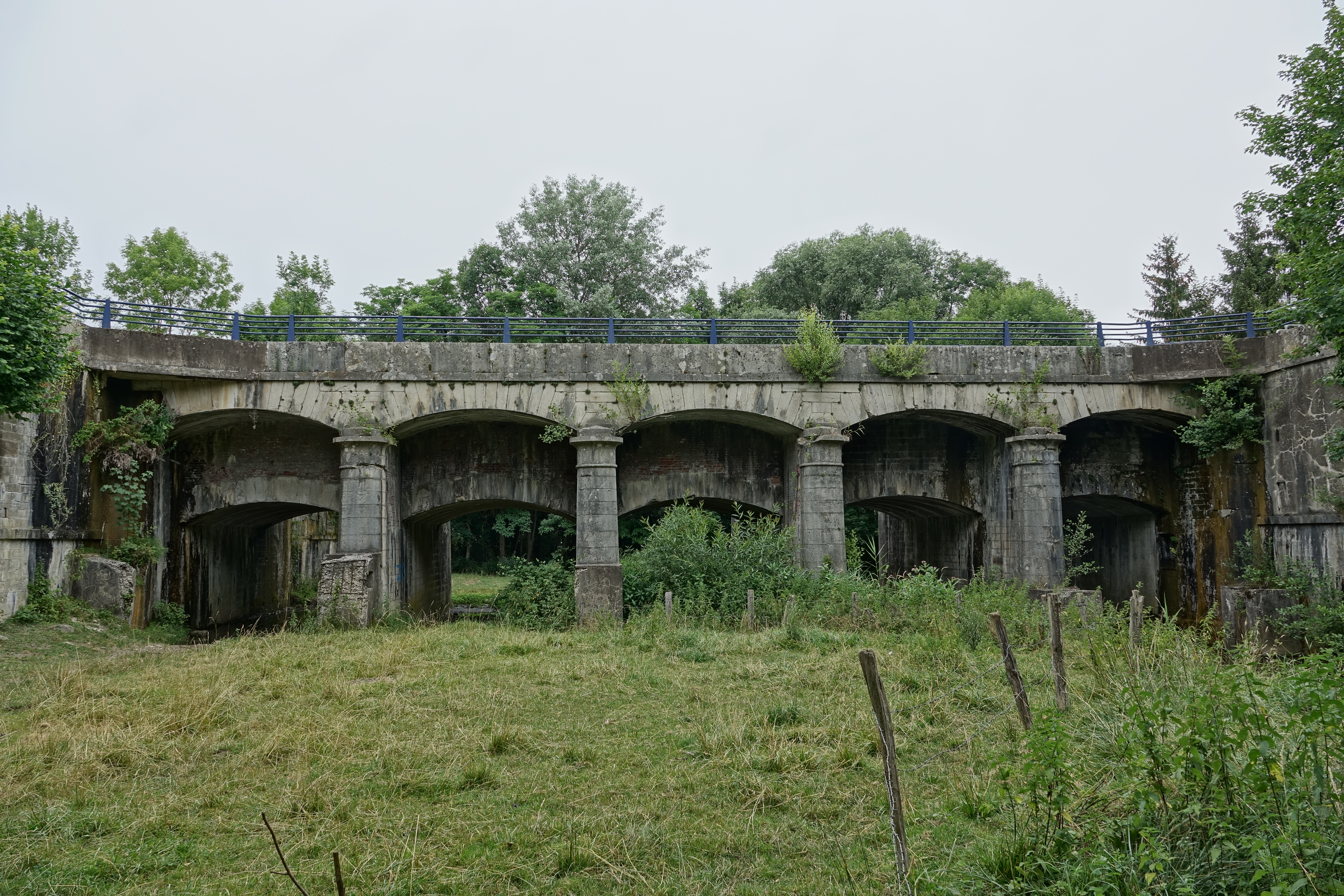
Wolfersdorf, pont-canal (Haut-Rhin).
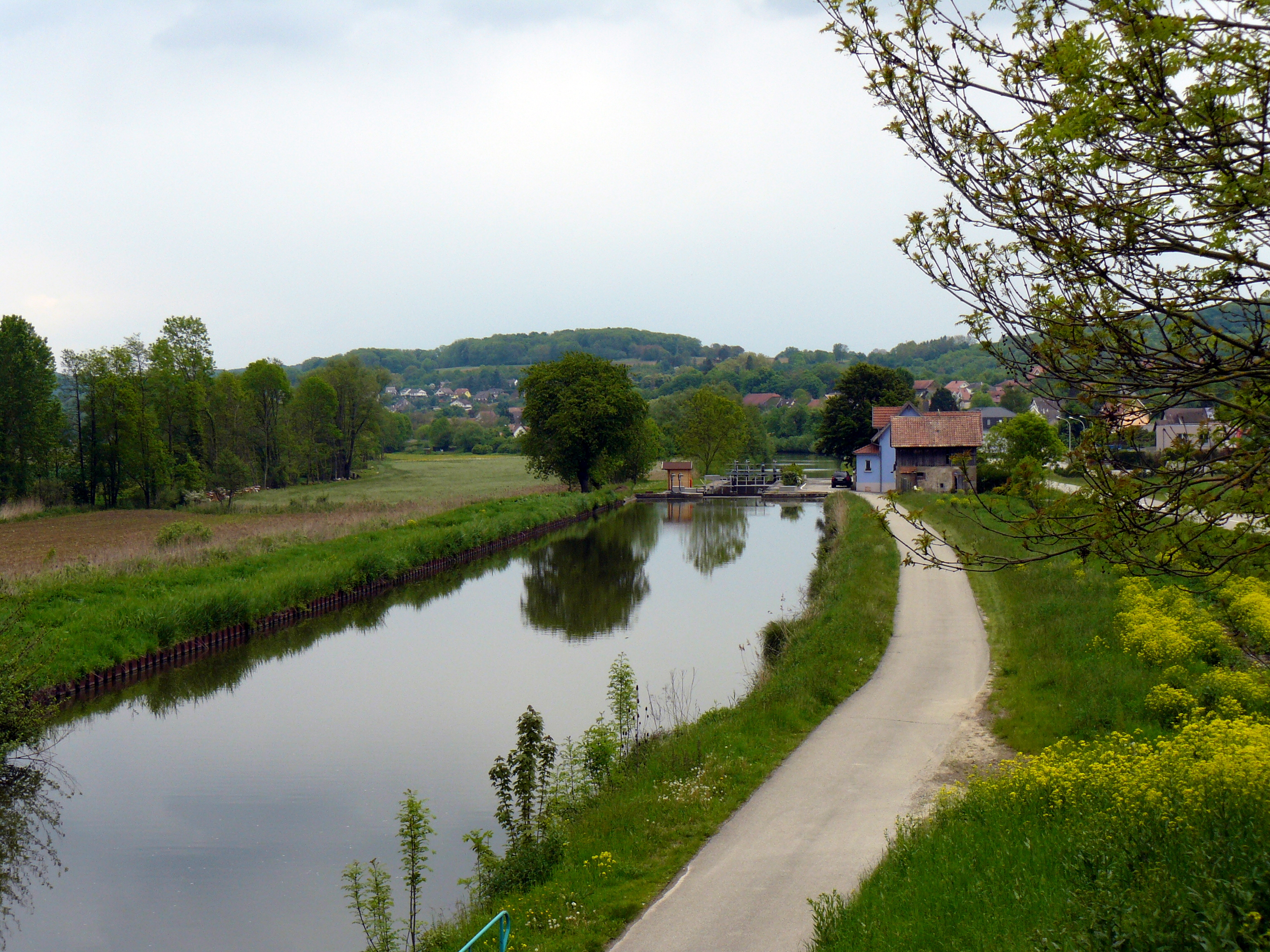
Entre Heidwiller et Saint-Bernard (Haut-Rhin).
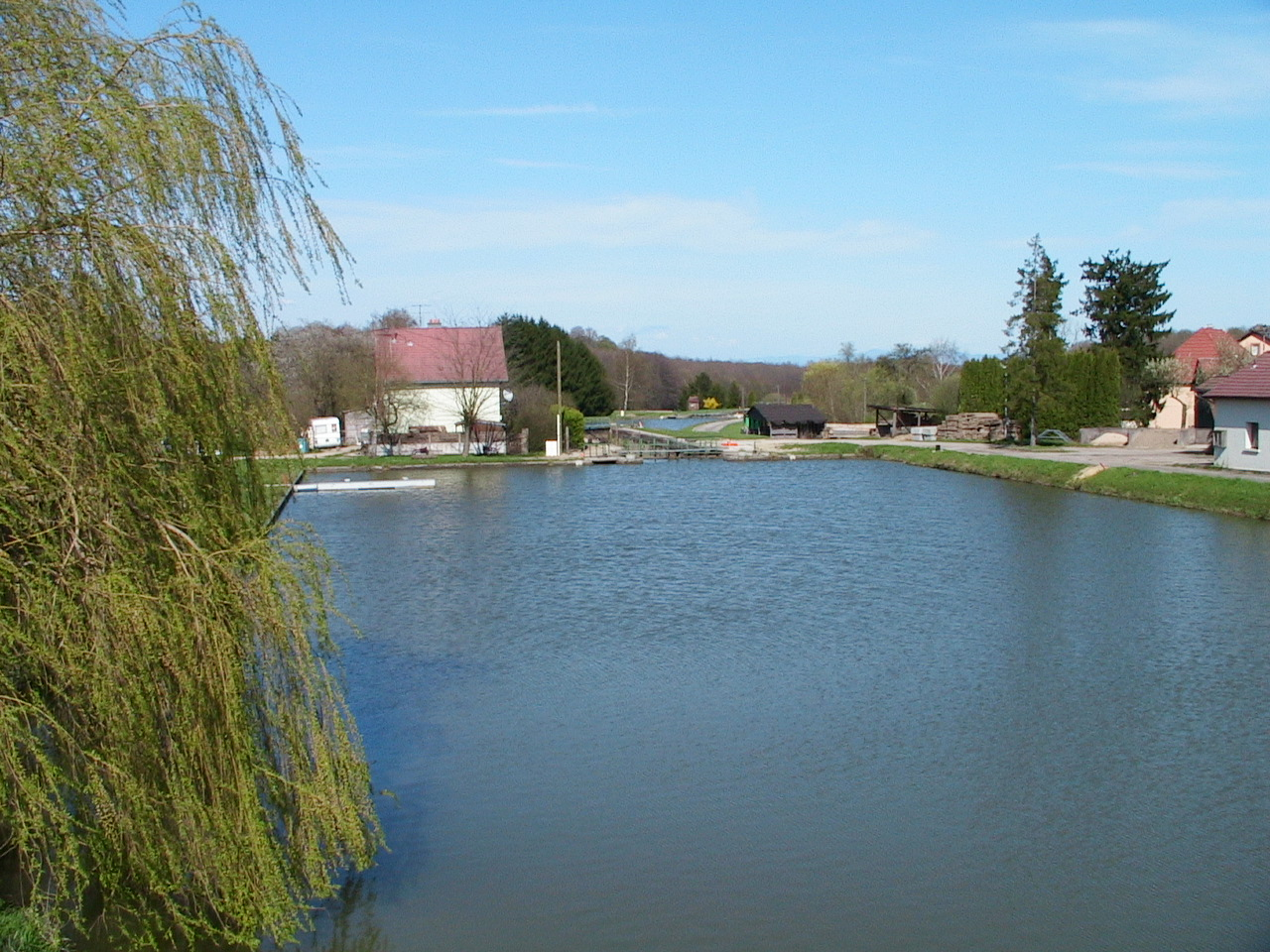
Seuil de Valdieu : la deuxième écluse et le port de Valdieu (Haut-Rhin).
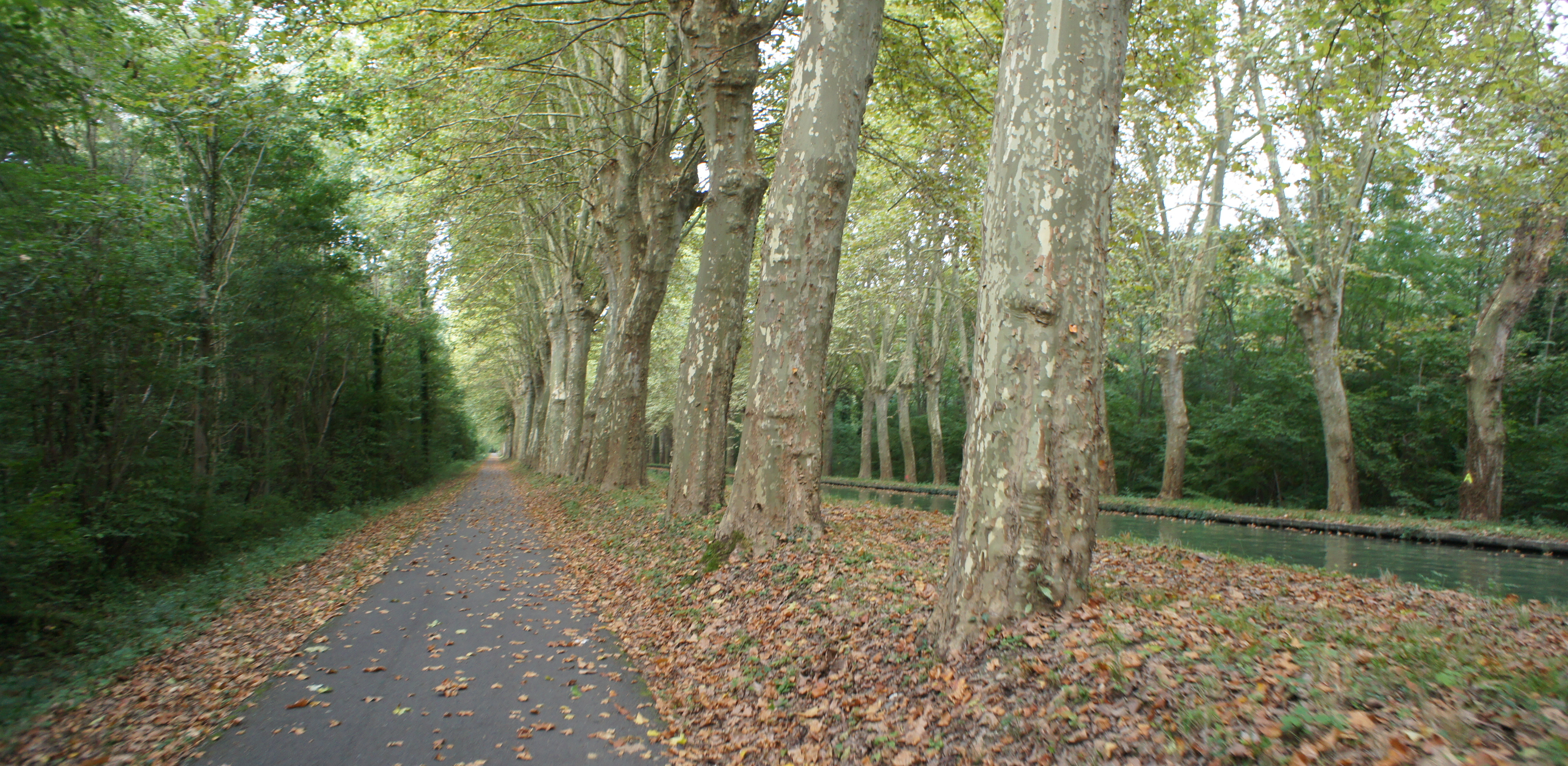
Piste cyclable EuroVelo 15 le long du canal près de Nordhouse (Bas-Rhin).